# Robert Bray
Sir Robert Napier Hubert Campbell Bray, GBE, KCB, DSO* (* 14. Juni 1908; † 14. August 1983 in Warminster, Wiltshire) war ein britischer General der British Army, der unter anderem zwischen 1961 und 1963 Oberkommandierender des Südkommandos der Landstreitkräfte (Southern Command), von 1963 bis 1967 Oberkommandierender der Alliierten Streitkräfte Nordeuropa AFNORTH (Allied Forces Northern Europe) sowie zuletzt zwischen 1967 und 1970 stellvertretender Oberkommandierender der Alliierten NATO-Streitkräfte in Europa (Deputy Supreme Allied Commander Europe) war.

## Leben

### Militärische Ausbildung und Zweiter Weltkrieg
Bray absolvierte seine schulische Ausbildung an der St Ronan’s School sowie an der 1555 gegründeten traditionsreichen, elitären Gresham’s School und begann danach seine Offiziersausbildung am Royal Military College Sandhurst. Nach Abschluss der Ausbildung trat er am 2. Februar 1928 als Leutnant (Second Lieutenant) in das Duke of Wellington’s Regiment (West Riding) ein und fand dort in der Folgezeit verschiedene Verwendungen als Offizier.
Während des Zweiten Weltkrieges diente er zwischen dem 22. April 1940 und dem 18. Juli 1942 zunächst Stabsoffizier für militärisches Nachrichtenwesen sowie anschließend vom 19. Juli 1942 bis zum 21. Oktober 1944 Stabsoffizier für Personal und Ausbildung der 6. Luftlandedivision (6th Airborne Division), die unter anderem während der Landung in der Normandie an der Operation Tonga am 5. Juni 1944 teilnahm. Für diesen Einsatz wurde ihm der Distinguished Service Order (DSO) verliehen. Anschließend war er zwischen dem 22. Oktober 1944 und dem 7. Juni 1945 Kommandeur (Commanding Officer) des 2. Bataillons des Gloucestershire Regiment und wurde in dieser Verwendung am 2. Februar 1945 auch zum Major befördert. Zugleich fungierte er vom 20. bis zum 23. Januar sowie erneut vom 27. Januar bis zum 6. Februar 1945 als kommissarischer Kommandeur der in Nordwesteuropa eingesetzten 56. Infanteriebrigade (56th Infantry Brigade). Ferner war er zwischen dem 7. Februar und dem 20. April 1945 Kommandeur der 185. Infanteriebrigade (185th Infantry Brigade) Zudem wurde ihm am 1. Mai 1945 eine Spange (Bar) zum Distinguished Service Order (DSO*) verliehen.

### Nachkriegszeit und Aufstieg zum General
Nach Ende des Zweiten Weltkrieges war Bray vom 11. November 1945 bis zum 5. Dezember 1946 kommissarischer Kommandeur einer Division sowie anschließend zwischen dem 6. Dezember 1946 und dem 30. Juni 1947 Kommandeur einer Brigade. Nach weiteren Verwendung war er von 1950 bis 1952 Offizier im Stab der Rheinarmee (British Army of the Rhine) in Deutschland und erhielt dort am 31. Dezember 1950 seine Beförderung zum Oberst (Colonel). Im Juni 1952 wurde er Commander des Order of the British Empire (CBE). Nach dem Koreakrieg wurde er im November 1953 Kommandeur der 29. Infanteriebrigade (29th Infantry Brigade) und verblieb auf diesem Posten bis Oktober 1954.
Nach seiner Rückkehr nach Großbritannien wechselte Bray ins Kriegsministerium (War Office) und war dort vom 15. Dezember 1954 bis zum 1. März 1957 sowohl Leiter der Abteilung Land- und Luftkriegsführung als auch für NATO-Standardisierungsangelegenheiten. In dieser Verwendung wurde er am 16. Juni 1955 zunächst zum Brigadegeneral (Brigadier) und später am 29. Oktober 1955 auch zum Generalmajor (Major-General) befördert. Am 28. Dezember 1956 wurde er auch Companion des Order of the Bath (CB). Anschließend übernahm er am 30. April 1957 die Nachfolge von Generalmajor David Dawnay als Kommandeur (General Officer Commanding) der 56. Londoner Infanteriedivision (56th (London) Infantry Division) und bekleidete diese Funktion bis zu seiner Ablösung durch Generalmajor Cecil Deakin am 31. März 1959. Anschließend fungierte er zwischen dem 1. Mai 1959 und 1960 zunächst als Kommandeur der Landstreitkräfte auf der Arabischen Halbinsel sowie von 1960 bis zum 28. Mai 1961 als Kommandeur der Landstreitkräfte im Mittleren Osten.
Am 28. Januar 1961 wurde Bray Nachfolger von Generalleutnant Nigel Poett als Oberkommandierender des Südkommandos der Landstreitkräfte (Southern Command) und erhielt in dieser Verwendung am 1. August 1961 seine eigene Beförderung zum Generalleutnant (Lieutenant-General), die auf den 27. Februar 1961 zurückdatiert wurde. Am 1. Januar 1962 wurde er zum Knight Commander des Order of the Bath (KCB) geschlagen, so dass er fortan den Namenszusatz „Sir“ führte. Sein Nachfolger als General Officer Commanding in Chief Southern Command wurde am 1. November 1963 Generalleutnant Kenneth Darling. Er selbst übernahm am 18. November 1963 von General Harold Pyman den Posten als Oberkommandierender der Alliierten Streitkräfte Nordeuropa AFNORTH (Allied Forces Northern Europe) und wurde in dieser Verwendung am 25. Februar 1965 selbst zum General befördert. Neben seiner Verwendung als Oberkommandierender von AFNORTH (CINCNORTH) war er zwischen dem 21. September 1965 und dem 21. September 1968 Aide-de-camp von Königin Elisabeth II. sowie vom 1. Oktober 1965 bis zum 7. Juli 1975 Colonel des The Duke of Wellington's Regiment (West Riding). Am 1. Januar 1966 wurde er zum Knight Grand Cross des Order of the British Empire (GBE) erhoben. Sein Nachfolger als CINCNORTH wurde am 9. Februar 1967 erneut Generalleutnant Kenneth Darling.
Bray selbst wurde schließlich am 1. März 1967 als Nachfolger von Marshal of the Air Force Thomas Pike stellvertretender Oberkommandierender der Alliierten NATO-Streitkräfte in Europa (Deputy Supreme Allied Commander Europe). Diese Funktion bekleidete er bis zum 1. Dezember 1970 und wurde daraufhin durch General Desmond Fitzpatrick abgelöst. Am 9. März 1971 trat er endgültig in den Ruhestand.